# فرانسیسکو آلکاراس
فرانسیسکو آلکاراس (اسپانیایی: Francisco Alcaraz‎؛ زادهٔ ۴ اکتبر ۱۹۶۰) بازیکن فوتبال اهل پاراگوئه بود.
از باشگاه‌هایی که در آن بازی کرده‌است می‌توان به باشگاه فوتبال ناسیونال پاراگوئه اشاره کرد.
وی همچنین در تیم ملی فوتبال پاراگوئه بازی کرده‌است.